# Swing Kids
Swing Kids is een Amerikaanse film uit 1993 die geregisseerd werd door Thomas Carter en met Christian Bale, Robert Sean Leonard en Frank Whaley in de hoofdrollen. De film speelt zich af in het vooroorlogse Nazi-Duitsland rondom de twee middelbare scholieren Peter Müller en Thomas Berger die 's nachts als swing kids door het leven willen gaan, maar overdag actief zijn bij de Hitlerjugend, een beslissing die een vergaande impact heeft op vrienden en familie.

## Verhaal
De film speelt zich af in het Hamburg van 1939. Peter Müller en Thomas Berger gaan samen met hun vrienden Otto en de kreupele Arvid naar swingclub The Bismarck. Daar hebben ze plezier, dansen en genieten van de muziek. Als ze de club verlaten, zien ze, terwijl ze vlak daarvoor hun behoefte doen over een aantal naziposters, een man achtervolgd worden door de Gestapo. Om te ontsnappen springt hij in de rivier, maar wordt doodgeschoten.
Peter gaat naar huis waar hij zijn moeder, Frau Müller, aantreft in een ruzie met een naziagent. Herr Knopp, hoofd van de lokale Gestapo, komt langs en de beveelt de naziofficier te vertrekken. Knopp ondervraagt Frau Müller over verschillende vrienden van haar man. Herr Müller werd ervan beschuldigd een communist te zijn geweest en werd tijdens ondervragingen zodanig mishandeld dat hij daaraan overleed. Peter heeft nooit begrepen wat er precies met zijn vader is gebeurd en scheept zijn jongere broertje af. 
Tijdens een bezoek aan Arvid beschadigt Thomas per ongeluk een van Arvids platen. Deze is woedend. Om het goed te maken stelen Thomas en Peter een radio, maar Peter wordt daarbij gepakt. Herr Knopp, die een oogje op zijn moeder heeft, bemiddelt en weet hem vrij te krijgen, met als voorwaarde dat Peter zich bij de Hitlerjugend voegt. Uit solidariteit wordt ook Thomas lid. Ze concluderen dat dit de perfecte cover is: "HJs by day, swing kids by night!"
Arvid wordt intussen lastiggevallen door een groepje van de Hitlerjugend onder leiding van Emile, een voormalige swing kid. Zij treffen hem aan met een plaat van Benny Goodman, verboden in Duitsland vanwege zijn joodse afkomst. Zij vernielen de plaat en slaan Arvid in elkaar. Als hij in het ziekenhuis wakker wordt, schrikt hij van de uniformen van de Hitlerjugend, totdat hij beseft dat deze door Peter en Thomas worden gedragen. Arvid knapt op en neemt zich voor met twee vingers goed gitaar te leren spelen. Thomas daagt intussen Emile uit in de bokskring, maar krijgt een pak slaag. De twee verzoenen zich wanneer Thomas in de periode daarna steeds meer open begint te staan voor de nazi-indoctrinatie.
Peter brengt voor een boekenverkoper bestellingen rond. De nazi's verdenken de handelaar van illegale activiteiten en vragen Peter hem in de gaten te houden. Hij kijkt in een boek dat hij bij Frau Linge, een kennis van zijn vader bezorgt, en ontdekt geheime identiteitspapieren. Hij geeft haar niet aan. Arvid speelt intussen in een jazzclub, maar weigert om voor een aantal soldaten een Duits, nationalistisch lied te spelen. Peter heeft begrip voor zijn beslissing, maar Thomas is woedend en schreeuwt, met het oog op Arvids handicap, tegen hem: "Jij bent de volgende voor wie we komen". Arvid is zo geschokt dat hij zelfmoord pleegt door zijn polsen door te snijden.
Bij de Hitlerjugend worden de jongens intussen gestimuleerd om hun ouders te bespioneren. Thomas geeft zijn vader aan wanneer deze zich laatdunkend uitlaat over de nazi's. Peter wordt gevraagd om een aantal pakketjes te bezorgen bij verschillende families. Hij opent een van de pakjes, die een doosje met een swastika en het woord ‘verrader’ erop bevatten. In het doosje zit een trouwring en de as van het lichaam van de betreffende persoon. Verschrikt begeeft hij zich naar Frau Linge. Deze leest hem een brief voor van zijn vader en dan pas snapt Peter wat er daadwerkelijk met zijn vader is gebeurd.
Peter begeeft zich in de stijl van de swing kids opnieuw naar de dansclub. Omdat swingmuziek intussen is verboden vallen de nazi's, met Thomas in hun gelederen, de club binnen en pakken iedereen op. Thomas raakt daarbij in gevecht met Peter en begint hem in elkaar te slaan. Hij komt bij zinnen en smeekt Peter om te ontsnappen, maar deze laat zich bijna gewillig afvoeren met de truck. Thomas roep naar hem "Swing Heil" (een parafrase van de swing kids op Heil Hitler). Willi (die hem gevolgd was) neemt de kreet over en blijft het onder tranen herhalen terwijl de trucks wegrijden.

## Rolverdeling
| Acteur              | Personage                |
| ------------------- | ------------------------ |
| Robert Sean Leonard | Peter Müller             |
| Christian Bale      | Thomas Berger            |
| Frank Whaley        | Arvid                    |
| Barbara Hershey     | Frau Müller              |
| Tushka Bergen       | Evey                     |
| David Tom           | Willi Müller             |
| Julia Stemberger    | Frau Linge               |
| Kenneth Branagh     | SS-Sturmbannführer Knopp |
| Noah Wyle           | Emil Lutz                |
| Jessica Hynes       | Helga                    |
| Martin Clunes       | Bannführer               |
| Jayce Bartok        | Otto                     |